# کفیر گاورایلی
کفیر گاورایلی (انگلیسی: Kfir Gavrieli) یک کارآفرین، و بازرگان اهل ایالات متحده آمریکا است.